# 楚根山
46°47′00″N 9°39′52″E / 46.78325287°N 9.66449261°E

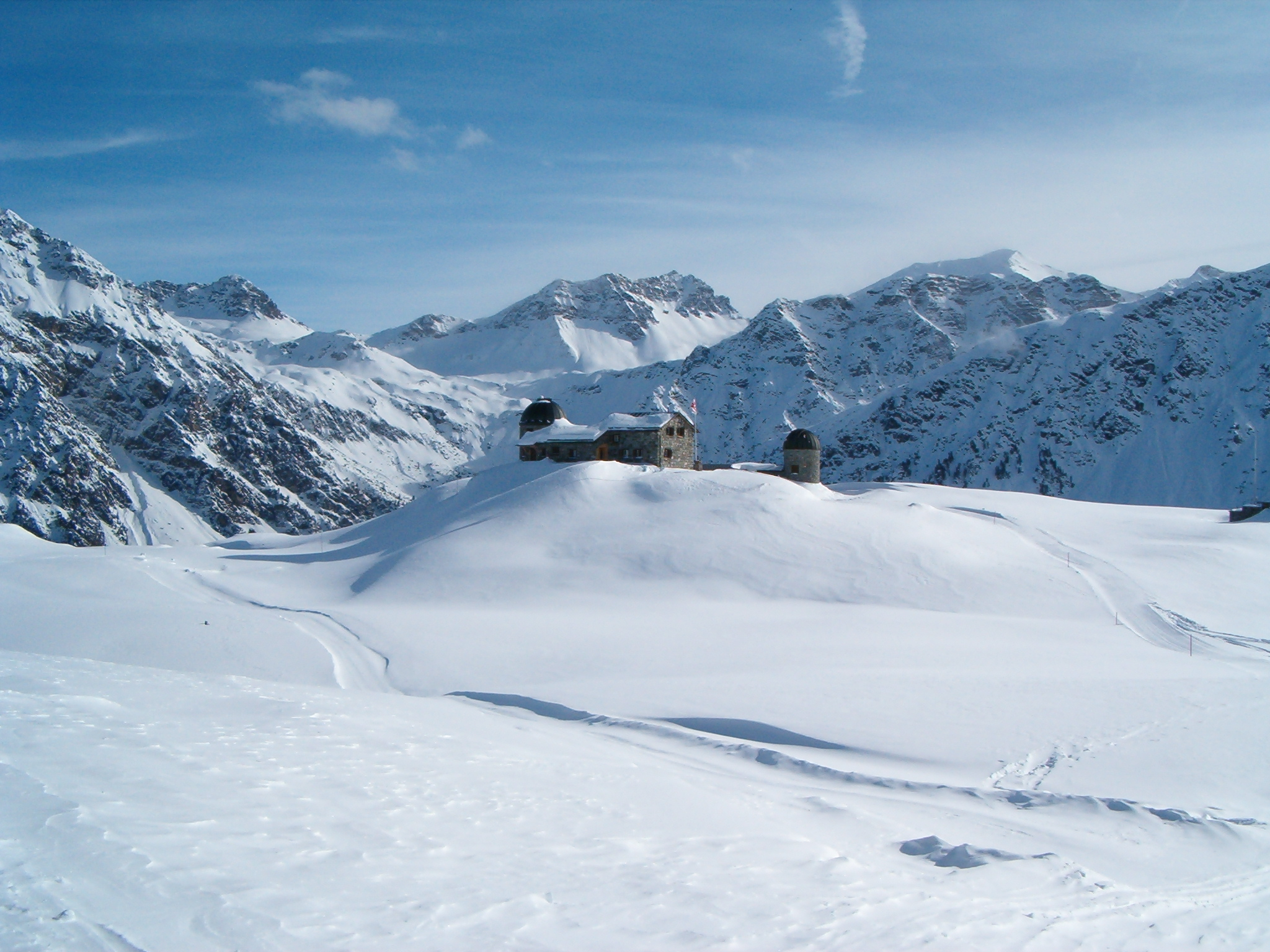

楚根山（Tschuggen），是瑞士的山峰，位於該國東南部，由格勞賓登州負責管轄，屬於普萊蘇爾阿爾卑斯山脈的一部分，處於魏斯山東南面，海拔高度2,049米。